# قائمة بورصات منطقة غرب آسيا
قائمة بورصات منطقة غرب آسيا
| الدولة                   | سوق البورصة                 | الموقع         | تاريخ التأسيس | صفحة الويب                                                |
| ------------------------ | --------------------------- | -------------- | ------------- | --------------------------------------------------------- |
| قبرص                     | سوق قبرص للأوراق المالية    | نيقوسيا        | 1996          | CSE                                                       |
| البحرين                  | سوق البحرين للأوراق المالية | المنامة        | 1987          | BSE نسخة محفوظة 3 مارس 2009 at the Stanford Web Archive   |
| إيران                    | بورصة النفط الإيرانية       | طهران          | 2008          | IOB                                                       |
| إيران                    | بورصة طهران للأوراق المالية | طهران          | 1967          | TSE نسخة محفوظة 20 مارس 2018 على موقع واي باك مشين.       |
| إيران                    | سوق كيش للأوراق المالية     | جزيرة كيش      | 2010          | KSE                                                       |
| إيران                    | سوق إيران للأوراق المالية   | طهران          | 2006          | IME نسخة محفوظة 4 يناير 2022 على موقع واي باك مشين.       |
| العراق                   | سوق العراق للأوراق المالية  | بغداد          | 2004          | ISX                                                       |
| إسرائيل                  | سوق تل أبيب للأوراق المالية | تل أبيب        | 1953          | TASE                                                      |
| الأردن                   | بورصة عمان                  | عمان           | 1999          | ASE نسخة محفوظة 3 مايو 2007 على موقع واي باك مشين.        |
| الكويت                   | سوق الكويت للأوراق المالية  | الكويت العاصمة | 1985          | KSE                                                       |
| لبنان                    | سوق بيروت للأوراق المالية   | بيروت          | 1920          | BSE                                                       |
| سلطنة عمان               | سوق مسقط للأوراق المالية    | مسقط           | 1988          | MSM نسخة محفوظة 11 يونيو 2020 على موقع واي باك مشين.      |
| فلسطين                   | سوق فلسطين للأوراق المالية  | نابلس          | 1995          | PSE نسخة محفوظة 12 أغسطس 2015 على موقع واي باك مشين.      |
| قطر                      | بورصة قطر                   | الدوحة         | 1997          | QE                                                        |
| السعودية                 | تداول                       | الرياض         | 2007          | Tadawul نسخة محفوظة 26 فبراير 2021 على موقع واي باك مشين. |
| سوريا                    | سوق دمشق للأوراق المالية    | دمشق           | 2009          | DSE                                                       |
| تركيا                    | بورصة اسطنبول               | إسطنبول        | 1866          | BIFEC نسخة محفوظة 10 أبريل 2021 على موقع واي باك مشين.    |
| الإمارات العربية المتحدة | سوق أبو ظبي للأوراق المالية | أبوظبي         | 2000          | ADSM نسخة محفوظة 2 فبراير 2007 على موقع واي باك مشين.     |
| الإمارات العربية المتحدة | سوق دبي المالي              | دبي            | 2000          | DFM نسخة محفوظة 5 مارس 2007 على موقع واي باك مشين.        |
| الإمارات العربية المتحدة | ناسداك دبي                  | دبي            | 2005          | NASDAQ Dubai                                              |